# John Proby (1er baron Carysfort)
John Proby (25 novembre 1720 - 18 octobre 1772) est un homme politique britannique whig.

## Biographie

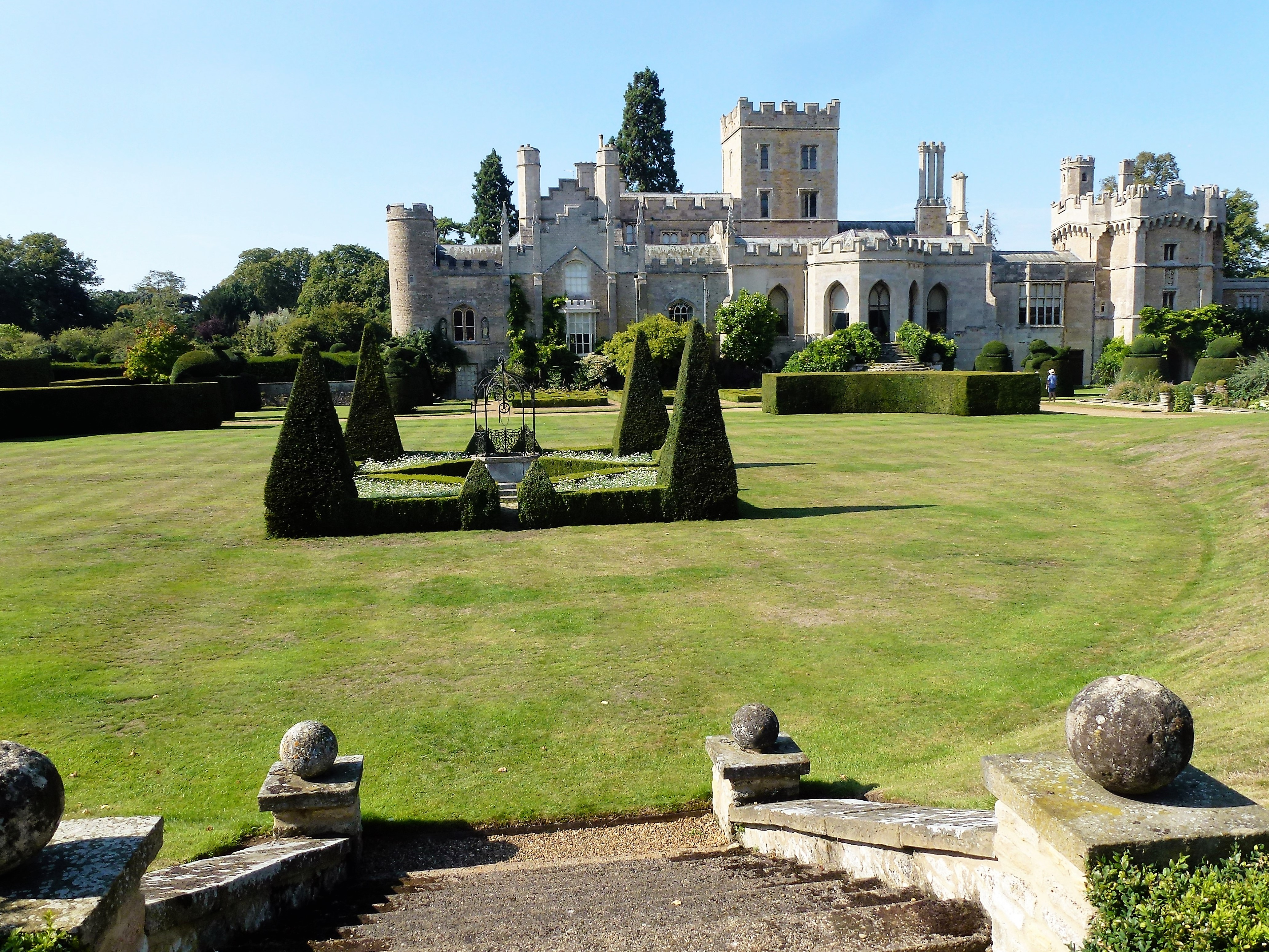
Elton Hall

Il est le fils de John Proby, d'Elton Hall, Huntingdonshire, et de sa femme, Jane, fille de John Leveson-Gower (1er baron Gower). Il fait ses études au Jesus College, à Cambridge.
Il est élu au Parlement pour Stamford en 1747, poste qu'il occupe jusqu'en 1754, puis représente le Huntingdonshire de 1754 à 1768. Il est nommé Lord de l'amirauté sous les ordres du duc de Devonshire en 1757 et de George Grenville de 1763 à 1765. En 1752, il est élevé à la pairie d'Irlande en tant que baron Carysfort, de Carysfort dans le comté de Wicklow, et en 1758, il est admis au Conseil privé d'Irlande. En 1761, il devient chevalier de l'ordre du Bain.
Lord Carysfort décède en octobre 1772, à l'âge de 51 ans. Son fils John, nommé comte de Carysfort, lui succède à la baronnie en 1789. Lady Carysfort décède en mars 1783, à l'âge de 60 ans.

## Famille
Il épouse Elizabeth Allen, fille de Joshua Allen, 2e vicomte Allen, en 1750. Ils ont un fils et une fille. La fille Elizabeth (1752-1808) épouse Thomas John Storer (décédé en 1792). 